# Fazl-Moschee

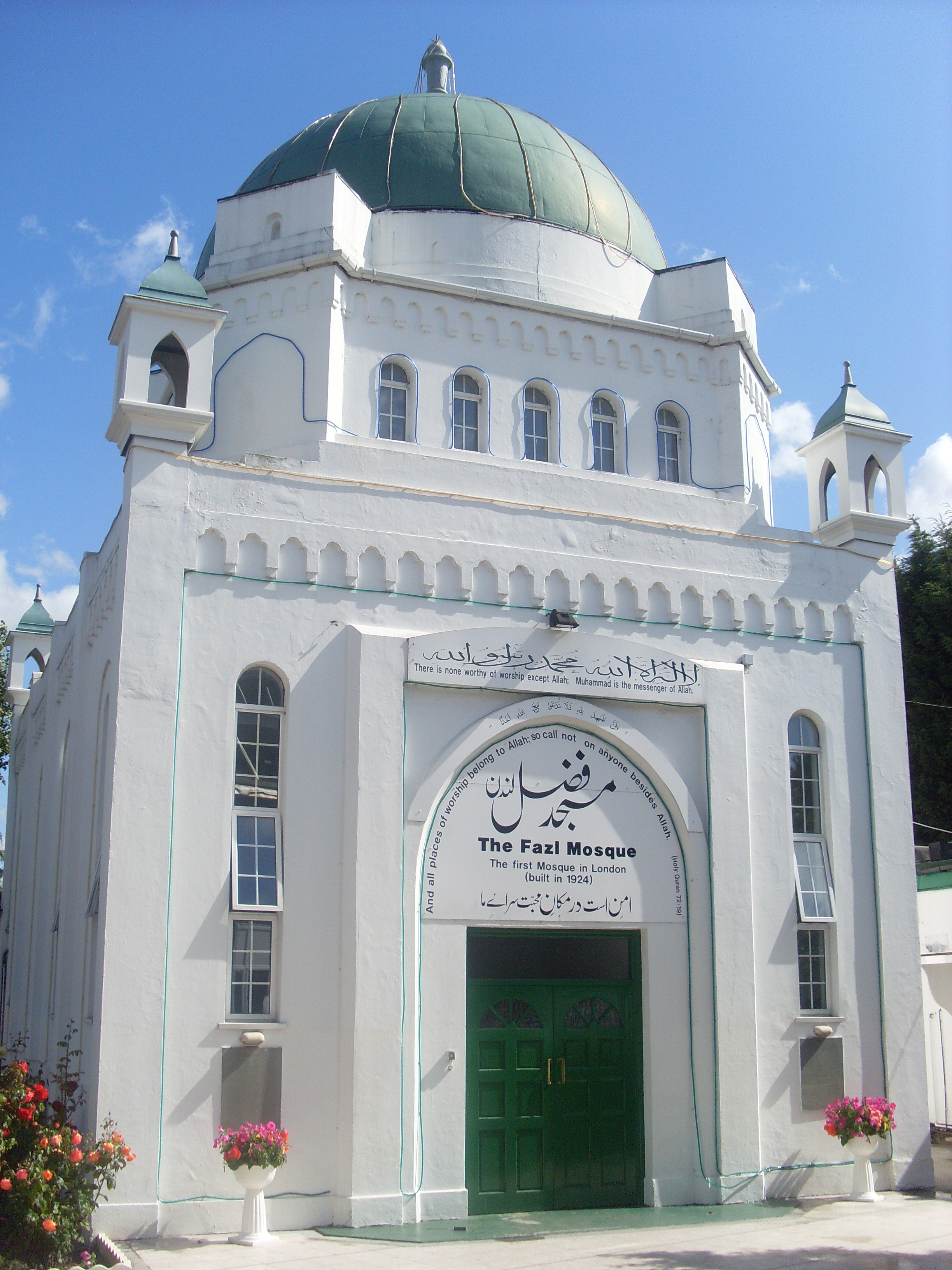
Fazl-Moschee in London

Die Fazl-Moschee (Urdu مسجد فضل DMG Masǧid Faḍl, deutsch ‚Moschee des Freigebigen/Tugendhaften‘) ist die erste Moschee der Ahmadiyya Muslim Jamaat in England. Die englische Ahmadiyya-Gemeinde wurde 1913 in London von pakistanischen Ahmadiyya-Missionaren gegründet. Der Grundstein für die Moschee wurde 1924 durch den zweiten Khalifat ul-Massih Mirza Baschir ud-Din Mahmud Ahmad gelegt, die Einweihung erfolgte am 23. Oktober 1926. Finanziert wurde sie von Ahmadifrauen in Indien, die für den Bau dieser Moschee ihr Gold und Besitztümer verkauften. Sie befindet sich im Londoner Stadtbezirk Wandsworth.
Seit April 1984 ist die Moschee der Sitz des Oberhauptes der Ahmadiyya Muslim Jamaat International, dem Khalifat ul-Massih. Bis zum 26. September 2003 fand hier auch das Freitagsgebet unter dem Khalifat ul-Massih statt, doch durch Platzmangel findet es seit dem 3. Oktober 2003 in der neu gebauten Moschee Bait ul-Futuh statt, die bis zu 4500 Gläubige aufnehmen kann.